# Château de la Girottière
Le château de la Girottière est un château situé à Longué-Jumelles, en France.

## Localisation
Le château est situé dans le département français de Maine-et-Loire, sur la commune de Longué-Jumelles.

## Historique
L'édifice est inscrit au titre des monuments historiques en 1926.